# Sarcopygme
Sarcopygme é um género botânico pertencente à família Rubiaceae.

## Espécies
- Sarcopygme intermedia
- Sarcopygme mayorii
- Sarcopygme multinervis
- Sarcopygme pacifica
- Sarcopygme ramosa